# Pachyneuron planiscuta
Pachyneuron planiscuta är en stekelart som beskrevs av Thomson 1878. Pachyneuron planiscuta ingår i släktet Pachyneuron och familjen puppglanssteklar.
Artens utbredningsområde är:
- Tjeckien.
- Ungern.
- Nederländerna.
- Sverige.
- Moldavien.

Arten är reproducerande i Sverige. Inga underarter finns listade i Catalogue of Life.